# Drzonków
Drzonków is een dorp in de Poolse woiwodschap Lubusz. De plaats maakt deel uit van de gemeente Zielona Góra en telt 1206 inwoners.